# 海南刘树蛙
海南刘树蛙（学名：Liuixalus hainanus）一种分布于中国海南岛的两栖动物，隶属于树蛙科刘树蛙属。模式产地为海南陵水县吊罗山。其种加词“hainanus”意为“海南的”。

## 形态特征
海南刘树蛙模式标本雄蛙体长18.2毫米左右。身体背部粗糙，呈棕褐色，散布有大小不等的疣粒，具有不规则的黑褐色斑块或呈“X”形斑，背中部有一明显的浅棕色椭圆形斑；四肢背面具有黑褐色横纹；咽喉部和胸部的皮肤光滑，腹部皮肤密布扁平疣粒；身体腹面为白色微显黄色，有少数分散的褐色小斑点。

## 保护
本种于2023年被收录入《有重要生态、科学、社会价值的陆生野生动物名录》。